# Катарина Вит
Катарина Вит (на немски: Katarina Witt) е състезателка по фигурно пързаляне от Германската демократична република. Вит е двукратна олимпийска шампионка от Зимните олимпийски игри в Сараево и Калгари.

## Биография
Катарина Вит е родена на 3 декември 1965 г. в Щаакен, ГДР.
Дебютира на първенството на ГДР по фигурно пързаляне през 1977 г. Заема 3-то място в шампионата на ГДР и участва за 1-ви път на световно първенство през 1979 г. Тя е сред първите, които изпълняват троен скок.
През 1988 г. изоставя любителската кариера и започва да се появява в професионални представления на лед. Участва в американското шоу Holiday on Ice през 1989 година.
След падането на комунистическия режим и отварянето на досиетата на бившата тайна полиция в ГДР, става известно, че Вит се е ползвала от множество привилегии в стремежа на ГДР да я задържи в страната – автомобил, апартамент, почивки в чужбина и др. Щази я следи от 8-годишна, а досието ѝ се състои от 27 тома и 3500 страници, включващи дори интимни подробности за живота ѝ.
През 1992 година става световна шампионка сред професионалистите. През 2008 година 42-годишната фигуристка се прощава с леда, след изнасяне на поредица прощални представления в осем града на Германия.
През 1998 г. Вит позира за „Плейбой“ и фотосесияга ѝ предизвиква истински фурор – за втори път в историята на списанието тиражът е изчерпан до последния брой; първият път е през 1953 г., когато на корицата е Мерилин Монро.
През 90-те години на ХХ век Вит има и няколко участия във филми и телевизионни продукции – тя е гост звезда в „Джери Магуайър“ (1990) и изпълнява ролята на руската фигуристка Наташа Кирилова в „Ронин“ (1998); през 1997 и 1998 е гост звезда в сериала Arliss с Памела Андерсън. Телевизионният филм Carmen on Ice (1989) за германските телевизии HBO и ARD е изключително успешен и ѝ носи награда „Еми“ през 1990 г.

## Резултати
- двукратна олимпийска шампионка (1984, 1988)[1]
- четирикратна световна шампионка (1984, 1985, 1987, 1988)[2]
- шесткратна европейска шампионка (1983 – 1988)[2]
- осемкратна шампионка на ГДР от 1981 до 1988[1]

| Състезание                                 | 1979 | 1980 | 1981 | 1982 | 1983 | 1984 | 1985 | 1986 | 1987 | 1988 | 1994 |
| ------------------------------------------ | ---- | ---- | ---- | ---- | ---- | ---- | ---- | ---- | ---- | ---- | ---- |
| Зимни олимпийски игри                      |      |      |      |      |      | 1    |      |      |      | 1    | 7    |
| Световни първенства по фигурно пързаляне   |      | 10   | 5    | 2    | 4    | 1    | 1    | 2    | 1    | 1    |      |
| Европейски първенства по фигурно пързаляне | 14   | 13   | 5    | 2    | 1    | 1    | 1    | 1    | 1    | 1    | 8    |
| Шампионат на ГДР по фигурно пързаляне      | 3    | 2    | 1    | 1    | 1    | 1    | 1    | 1    | 1    | 1    | -    |
| Германски шампионат по фигурно пързаляне   |      |      |      |      |      |      |      |      |      |      | 2    |